# Territorio de Guanacas
El territorio de Guanacas fue un territorio nacional de la República de la Nueva Granada creado el 28 de abril de 1847 y extinto el 23 de abril de 1849. El territorio estaba ubicado en las regiones ancestrales de la cultura de Tierradentro, las cuales comprenden los pueblos de Inzá y Páez.
Los límites del territorio fueron una línea imaginaria desde el volcán Puracé hasta el río Negro de Narváez, la cual debía pasar por los nevados de Guanacas y del Huila; se seguía el curso del río Negro de Narváez hasta su confluencia con el Páez, el cual se seguía aguas arriba hasta la desembocadura del río Negro, y por este aguas arriba hasta su cabecera en el Puracé.